# Bernheim Arboretum and Research Forest
El Bosque de Experimentación y Arboreto Bernheim (en inglés: Bernheim Arboretum and Research Forest) es un arboreto, bosque, y reserva de Naturaleza de 57 km² (14,000 acres) de extensión en Clermont, Kentucky, EE. UU.
Presenta trabajos para la International Agenda for Botanic Gardens in Conservation. 
El código de identificación del Bernheim Arboretum and Research Forest como miembro del «Botanic Gardens Conservation International» (BGCI), así como las siglas de su herbario es BERNH.

## Localización
Bernheim Arboretum and Research Forest, Clermont, Bullitt County, Kentucky United States of America-Estados Unidos de América.

Planos y vistas satelitales.37°33′16.92″N 85°23′27.6″O / 37.5547000, -85.391000

## Historia
Bernheim fue fundado en 1929 por Isaac Wolfe Bernheim, inmigrante alemán y cervecero cuyo negocio de destilería de whisky estableció la marca de fábrica de I.W. Harper. 
Gracias a su buena fortuna en el negocio, compró la tierra en 1928 al precio de $1 por acre, porque la mayor parte del terreno estaba totalmente pelado por una explotación minera de extracción de hierro. 

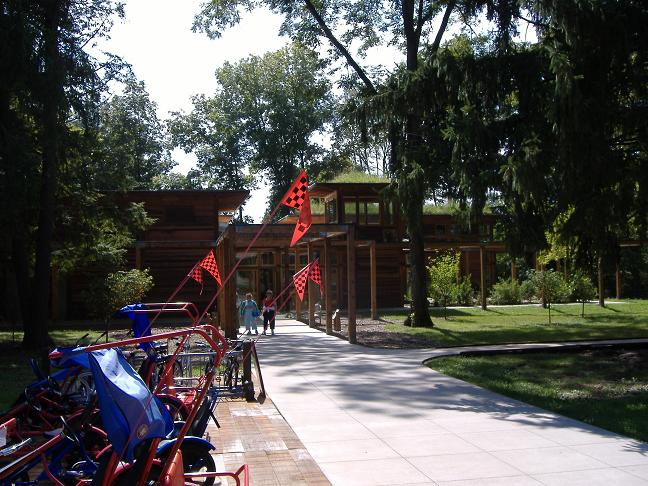
El nuevo centro de visitantes.

La firma de arquitectura de paisaje Frederick Law Olmsted comenzó el trabajo de diseño del parque en 1931 y se abrió en 1950. 
El bosque de Bernheim fue donado a la población de Kentucky en confianza y es la reserva natural de propiedad privada más grande del estado. 
Bernheim, su esposa, su hija, y su yerno se encuentran enterrados en el bosque. 
En 1988, contrataron a una empresa consultora exterior y se iniciaron los trabajos sobre un nuevo plan de largo alcance para el bosque. 
Uno de los directorios del nuevo plan estratégico era hacer del arboreto un foco primario de investigación. 
Además, el bosque decidía a consolidar sus lazos de la investigación con instituciones tales como la Universidad de Louisville. 
Consecuentemente, el bosque de Bernheim fue retitulado «Bernheim Arboretum and Research Forest». Sin embargo, la mayoría de los visitantes locales todavía refieren a la propiedad como "Bosque de Bernheim". 
En estos últimos años, en Bernheim se ha desarrollado un programa de voluntariado fuerte, talleres públicos frecuentes agregados y clases, y recibe con éxito varios grandes acontecimientos públicos cada año. Estos incluyen el « ColorFest » anual en octubre y la carrera/caminata de las 5 millas (8 kilómetros), que también se lleva a cabo en octubre. 

## Colecciones
La propiedad incluye un arboreto de 240 acres (0.97 kilómetros cuadrados) que contiene unas 1900 especies y cultivares de árboles, arbustos etiquetados, y otras plantas. 
El arboreto incluye sobre 185 cultivares de las especies del acebo americano. 
Otras colecciones importantes incluyen arces, manzanos silvestres, coníferas (incluyendo coníferas enanas), robles, castaños de Indias, ginkgos, las peras ornamentales, y los Cornus